# Alpha Centauri Bb
Alpha Centauri Bb was een vermoede exoplaneet rond de ster Alpha Centauri B in het Alpha Centauri-stelsel, 4,37 lichtjaar van de Zon. De planeet was ontdekt op 16 oktober 2012. De planeet is vermoedelijk aardachtig, maar door de geringe afstand tot de ster waarschijnlijk een lavaplaneet. Het bestaan van de planeet is nog niet bevestigd door andere waarnemingen. In 2015 is geconcludeerd dat deze planeet niet bestaat.

## Baan
Alpha Centauri Bb ligt niet in de bewoonbare zone, die zich uitstrekt van 0,7 tot 0,9 AU van de ster. De halve lange as van de baan van de planeet is 0,04 AU, vijfentwintig maal zo dicht bij de ster als de Aarde van de Zon. Alpha cerntauri Bb legt haar baan af in iets meer dan 3 dagen (3 dagen, 5 uur, 39 minuten en 20 ± 70 secondes). Zo dicht bij Alpha Centauri B heeft de planeet waarschijnlijk een synchrone rotatie.

## Karakter
Omdat de planeet zo dicht bij haar moederster staat is het er een helse 1103 K, wat waarschijnlijk betekent dat de planeet geen korst heeft maar geheel bedekt is met een eindeloze oceaan van lava. De planeet en moederster zijn beide ongeveer 5 a 7 gigajaar oud. De massa van Bb bedraagt ten minste 1,13 keer die van de Aarde.
1. ↑  https://www.eso.org/public/news/eso1241/